# As três linguagens
As três linguagens (em alemão: Die drei Sprachen) é um conto de fadas alemão compilado pelos Irmãos Grimm. É o conto número 33 (KHM 33). Gira sobre o tema de entender a linguagem dos animais. Enquadra-se nos Tipos 517, 725, 671 do Sistema Aarne-Thompson-Uther de classificação de contos folclóricos.

## Origem
A história foi coletada pelos Irmãos Grimm de um homem chamado Hans Truffer da comuna suíça Visp e incluída na segunda edição de Kinder- und Hausmärchen de 1819, substituindo a anterior Der gestiefelte Kater ("O gato de botas").

## História

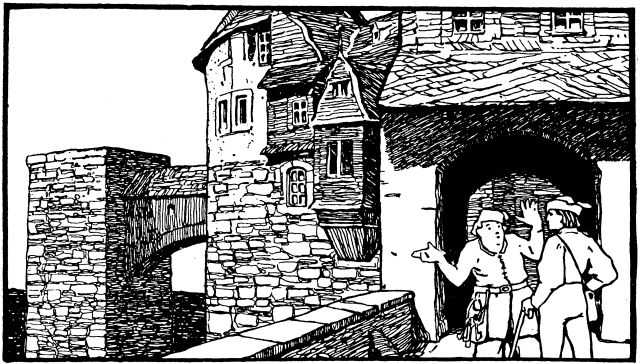
Ilustração de Otto Ubbelohde

O único filho de um conde não conseguia aprender nada. Três vezes o conde o enviou por um ano para aprender com mestres renomados. Da primeira vez, contou que aprendeu o que os cães diziam ao latir; na segunda vez, o que os pássaros diziam; e finalmente, a entender o coaxar dos sapos. Enfurecido com a inutilidade daqueles conhecimentos, o pai ordenou que o levassem até a floresta e o matassem, mas ele conseguiu escapar com vida. 
Em suas perambulações foi parar numa fortaleza assolada por cães selvagens, mas por entender a linguagem dos animais, descobriu que estavam enfeitiçados e tinham de vigiar um tesouro enterrado, e só sossegariam quando o tesouro fosse retirado. Depois de um tempo, o moço decidiu viajar a Roma e, no percurso, ouviu um bando de sapos vaticinando que ele seria eleito papa. Chegando em Roma, o papa acabara de morrer e os cardeais decidiram que o novo pontífice seria escolhido por algum dom divino ou milagroso. 
Quando adentrou a igreja, duas pombas brancas pousaram nos seus ombros. Os cardeais viram naquilo um sinal, indagaram ao jovem se queria ser papa, e as pombas aconselharam que ele aceitasse. Depois de eleito, continuaram nos seus ombros e o ajudavam a rezar as missas, sussurrando em seu ouvido os textos em latim.